# 巧尾鯙
巧尾鯙是輻鰭魚綱鰻鱺目鯙亞目鯙科的其中一種，分布於東太平洋區，從墨西哥至巴拿馬海域，棲息深度1-40公尺，體長可達56公分，為底棲性魚類，生活在岩石底質海域，屬肉食性，生活習性不明。

## 擴展閱讀
維基物種上的相關：巧尾鯙